# Domenico Cancian
Dom Domenico Cancian, F.A.M. (Mareno di Piave, 6 de abril de 1947) é um bispo católico italiano, bispo-emérito da Diocese de Città di Castello.

## Biografia
Ingressando no Congregação dos Filhos do Amor Misericordioso, nos anos 1968-1972 frequentou os cursos de Teologia na Pontifícia Universidade Gregoriana, onde obteve a Licenciatura em Teologia. No dia 15 de agosto de 1971 fez sua profissão perpétua no Santuário do Amor Misericordioso de Collevalenza. Em 18 de julho de 1972 foi ordenado sacerdote, no mesmo local, por Dom Cleto Bellucci.
Nos anos 1972-1974 frequentou cursos bíblicos na Pontifícia Universidade Gregoriana e no Instituto Bíblico de Roma, obtendo a licenciatura em Teologia Bíblica com a tese “Nuovo Comandamento – Nuova Alleanza – Eucaristia in Gv 13,34”.
No seu ministério desempenhou os seguintes cargos: de 1972 a 1974 foi colaborador paroquial em Collevalenza; professor de latim e grego no Seminário dos Filhos do Amor Misericordioso de Collevalenza; de 1974 a 1978 colaborador na paróquia de Spinaceto (Roma); em 1978 foi chamado a dirigir a Comunidade de Collevalenza e em 1980 foi eleito terceiro Conselheiro Geral da Congregação; de 1984 a 2005 foi professor de Teologia Bíblica e Pastoral no Instituto Teológico de Assis; em 1987 foi nomeado Superior da Comunidade F.A.M. do Santuário de Collevalenza e em 1992 foi nomeado Vigário Geral da Congregação.
De 1999 a 2005 ocupou o cargo de reitor do santuário de Collevalenza e a partir de 15 de julho de 2004 foi Superior Geral dos “Filhos do Amor Misericordioso”.
Ministério Episcopal
Em 16 de junho de 2007, o Papa Bento XVI o nomeou bispo de Città di Castello. Em 15 de setembro, ele recebeu a ordenação episcopal, no Santuário do Amor Misericordioso em Collevalenza, do Cardeal Ennio Antonelli, arcebispo de Florença; os co-consagradores foram Giovanni Scanavino, bispo de Orvieto-Todi, e Pellegrino Tomaso Ronchi, bispo emérito de Città di Castello. Em 23 de setembro, ele tomou posse da diocese.
Em 13 de julho de 2014, foi um dos principais consagradores de Mons. Nazzareno Marconi, eleito bispo de Macerata-Tolentino-Recanati-Cingoli-Treia.
Em 7 de maio de 2022, o Papa Francisco aceitou a sua renúncia por idade. O Conselho Permanente da Conferência Episcopal Italiana o nomeou em 2023 como Presidente da Federação Italiana de Exercícios Espirituais (FIES).